# Patroonherkenning
Patroonherkenning is het kunnen onderscheiden van een patroon in ruwe, ongezuiverde gegevens, zoals in foto's. Behalve in enkele specifieke toepassingen zijn mensen er beter in dan computers, vooral als de gegevens visueel worden voorgesteld. Algoritmen voor patroonherkenning maken veel van patroonvergelijking gebruik. Patroonherkenning wordt bijvoorbeeld gebruikt als alternatief voor een wachtwoord van een paar cijfers op een mobiele telefoon. De patroonherkenning in de schaaksport is met behulp van kunstmatige intelligentie zover ontwikkeld dat computers al beter dan mensen schaken.